# Chrysotus parvicornis
Chrysotus parvicornis är en tvåvingeart som beskrevs av Van Duzee 1924. Chrysotus parvicornis ingår i släktet Chrysotus och familjen styltflugor. Inga underarter finns listade i Catalogue of Life.